# Fristajł
Fristajł (ros. Фристайл) – radziecki i ukraiński estradowy zespół muzyczny z Połtawy, utworzony w listopadzie 1988.

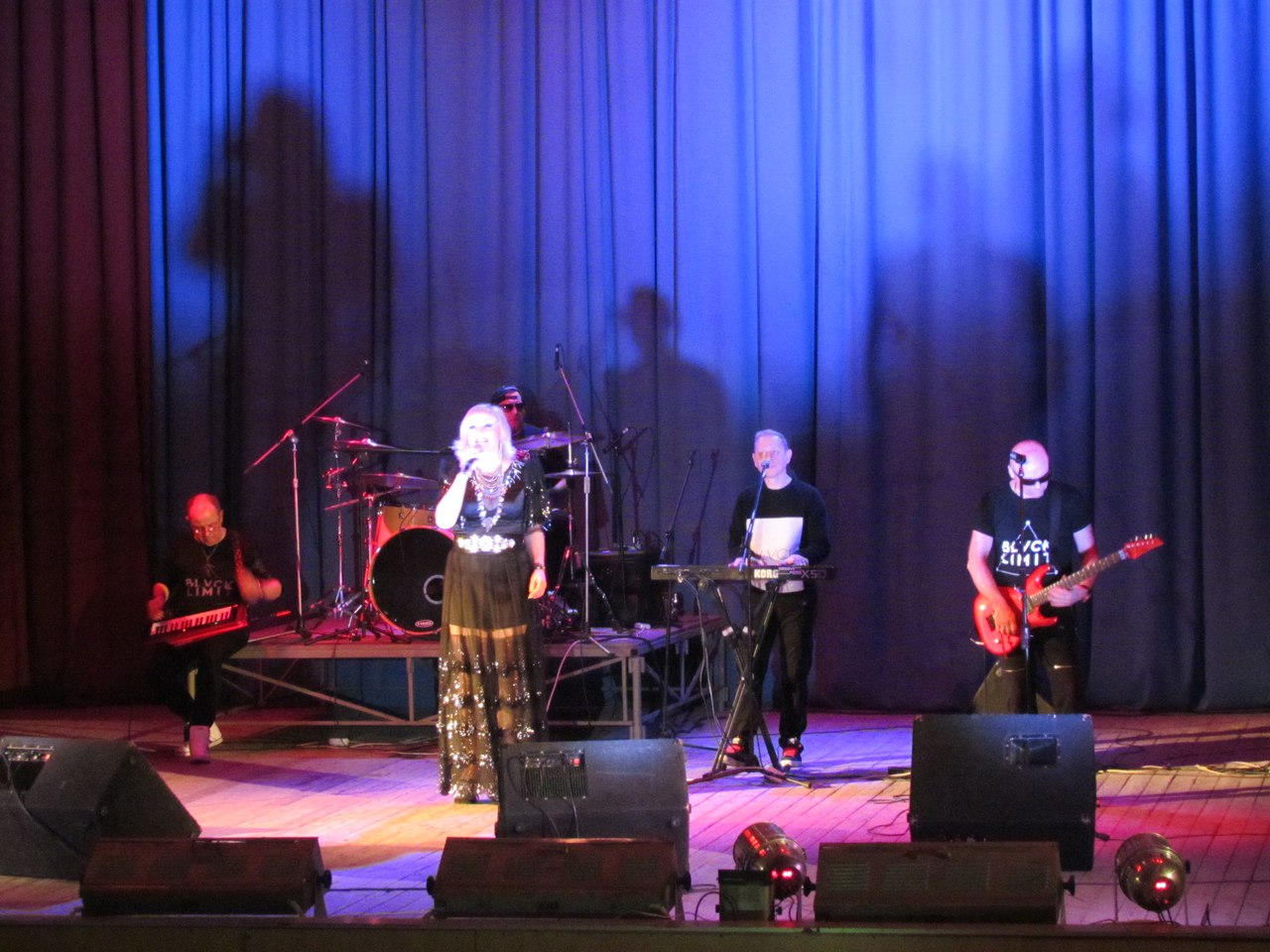

Kierownikiem zespołu, jego producentem i kompozytorem jest Anatolij Rozanow. W pierwszych latach występów frontmenem był Wadim Kazaczenko. jednakże w 1991 opuścił zespół i rozpoczął karierę solową. 
Skład zespołu: Nina Kirso (jest w śpiączce), Siergiej Ganża, Siergiej Kuzniecow, Jurij Sawczenko, Anatolij Rozanow, Jurij Zirka, Jurij Trirog (2015).